# CME Group
CME Group is een Amerikaans bedrijf dat de grootste derivatenbeurs ter wereld opereert. Het bedrijf is gevormd op 12 juli 2007 na een fusie tussen de Chicago Mercantile Exchange en de Chicago Board of Trade. Een jaar later nam het tevens de New York Mercantile Exchange (NYMEX) over.
De CME Groep maakt de handel mogelijk in futures en opties op onder meer financiële producten, commodities zoals landbouwproducten en metalen, valuta en alternatieve investeringen zoals het weer en onroerend goed.
Het bedrijf is gevestigd in de wolkenkrabber Chicago Board of Trade Building in Chicago. De wortels van het bedrijf beginnen ook met de oprichting van de Chicago Board of Trade in 1848. Tegenwoordig is het bedrijf genoteerd aan de NASDAQ.